# Raphael Fernandes
Raphael Fernandes (né le 8 novembre 1984 à São Bernardo do Campo) est un athlète brésilien, spécialiste du 400 m haies.
Son meilleur résultat est de 49 s 29 obtenu en 2007, année où il participe aux Championnats du monde.